# ملكية شخصية
الملكية الشخصية أو خاصية الشخص (باللاتينية: Res Privata) بشكل عام هي ما ينتمي لشيء ما كعنصر من عناصر شيء آخر وربّما يكون عنصر من عدّة عناصر منتمية لشيئ آخر ماديةً كانت أم غير مادية من ممتلكات شخص وربّما تكون من ممتلكات مجموعة أشخاص أو كيان قانوني أو شركة.
اعتمادًا على طبيعة الشيء المملوك فيمكن لمالكه استهلاكه أو تغييره أو مشاركته أو إعادة تعريفه أو تأجيره أو رهنه أو بيعه أو تبادله أو تحويله أو التخلي عنه أو إتلافه أو منع الآخرين من التدخل به.
وبغض النظر عن طبيعة الشيء المملوك فإن للمالك الحق في استخدامه بشكل صحيح أو بأي شكل يريده ويمكنه الاحتفاظ به بشكل حصري.
في الاقتصاد والاقتصاد السياسي، هناك ثلاثة أشكال واسعة للملكية: الملكية الخاصة، والملكية العامة، والملكية الجماعية (وتسمى أيضًا الملكية التعاونية).
يمكن حيازة الممتلكات التي تنتمي بشكل مشترك إلى أكثر من طرف واحد أو السيطرة عليها بطرق متشابهة جدًا أو مميزة جدًا، سواء كانت بسيطة أو معقدة بالتساوي أو بشكل غير متكافئ. ومع ذلك، هناك توقع بأن يتم تحديد إرادة كل طرف (بدلاً من السلطة التقديرية) فيما يتعلق بالممتلكات بشكل واضح وغير مشروط، وذلك للتمييز بين الملكية والارتفاق من الإيجار.
قد يتفق الأطراف أن تكون قراراتهم بالإجماع أو بالتناوب لإلغاء إمكانية الإختلاف بين بعضهم في اتخاذ القرارات قد يتفقون أن تكون إداراتهم الخاصة كافية ومطلقة أو يستعينون بخبراء. بشكل عام تنص القوانين على أنّ الممتلكات هي أي شيء ملموس أو غير ملموس، حيث تفرض العلاقة القانونية بين الأشخاص والدولة مصلحة حيازية أو سند قانوني متعلق بالشيئ المملوك. هذه العلاقة الوسيطة بين الفرد والملكية والدولة تسمى نظام الملكية.
في علم الاجتماع والأنثروبولوجيا غالبًا ما يتم تعريف الملكية على أنها علاقة بين شخصين أو أكثر وعنصر، حيث يمتلك واحد على الأقل من هؤلاء الأفراد مجموعة من الحقوق على العنصر. يُنظر إلى التمييز بين «الملكية الجماعية» و «الملكية الخاصة» على أنه خلط والتباس ففي ففي الملكية الجماعية يمتلك أشخاص مختلفون لعنصر واحد وغالبًا ما يمتلكون حقوقًا مختلفة عليه.
تشمل أنواع الممتلكات: الممتلكات العقارية (مزيج من الأرض وأي تحسينات على الأرض أو عليها) والممتلكات الشخصية (الممتلكات المادية العائدة لشخص ما) والممتلكات الخاصة (الممتلكات المملوكة للأشخاص الاعتباريين أو الكيانات التجارية) والملكية (الممتلكات المملوكة للدولة أو المملوكة ملكية عامة والمتاحة) والملكية الفكرية (الحقوق الحصرية على الإبداعات الفنية والاختراعات وما إلى ذلك)، على الرغم من أن النوع الأخير لا يتم دائمًا الاعتراف به أو تطبيقه على نطاق واسع.
قد تحتوي الملكية على أجزاء مادية وغير مادية. يُحدد حق الملكية العلاقة بين الممتلكات والأشخاص الآخرين، ويؤكد للمالك الحق في التصرف في الممتلكات كما يشاء. غالبًا ما يستخدم المصطلح غير المشروط «الملكية» للإشارة على وجه التحديد للممتلكات العقارية.